# Kathrin Marchand

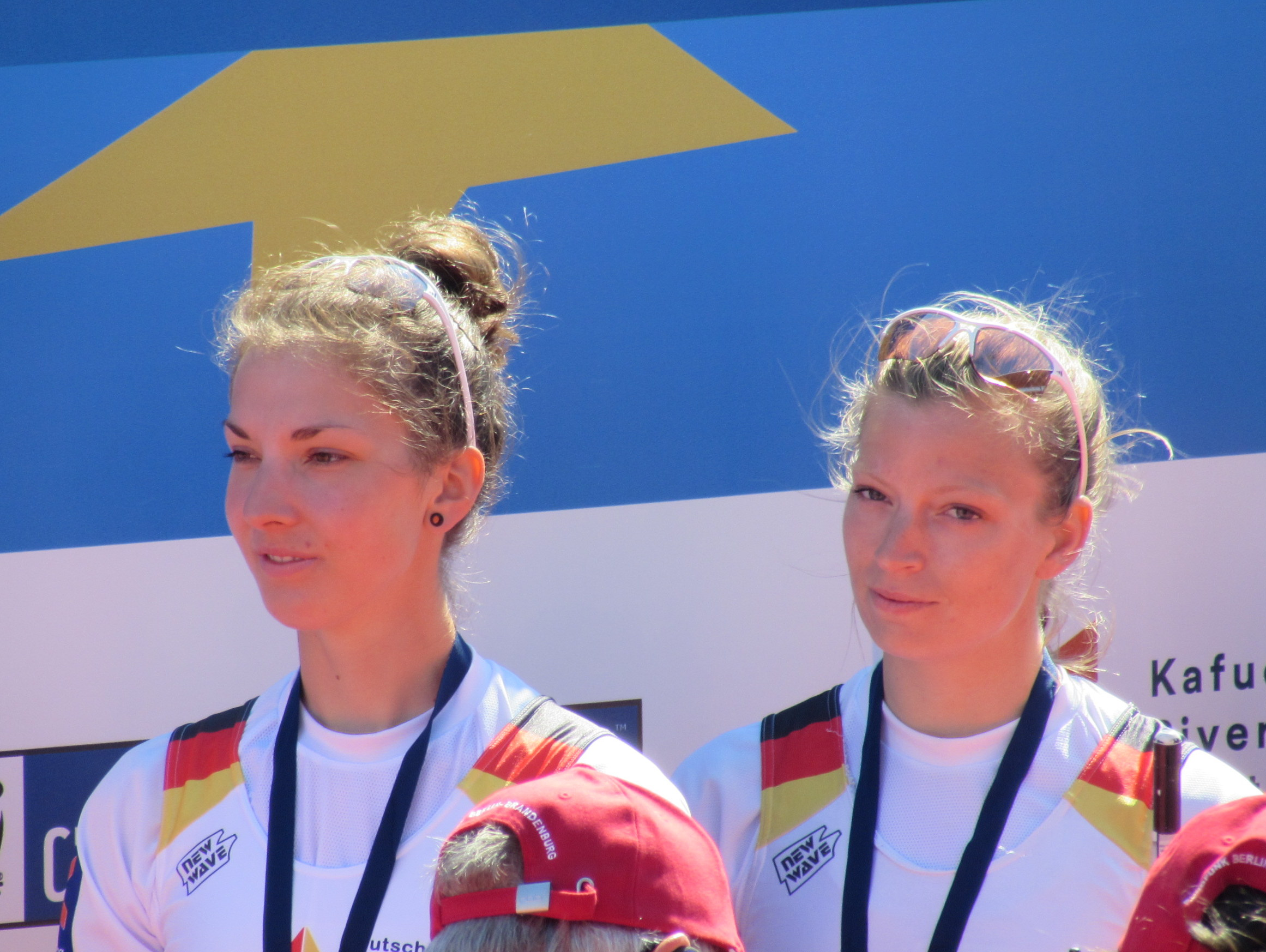
Kathrin Marchand (links) und Kerstin Hartmann bei der Ruder-EM 2016

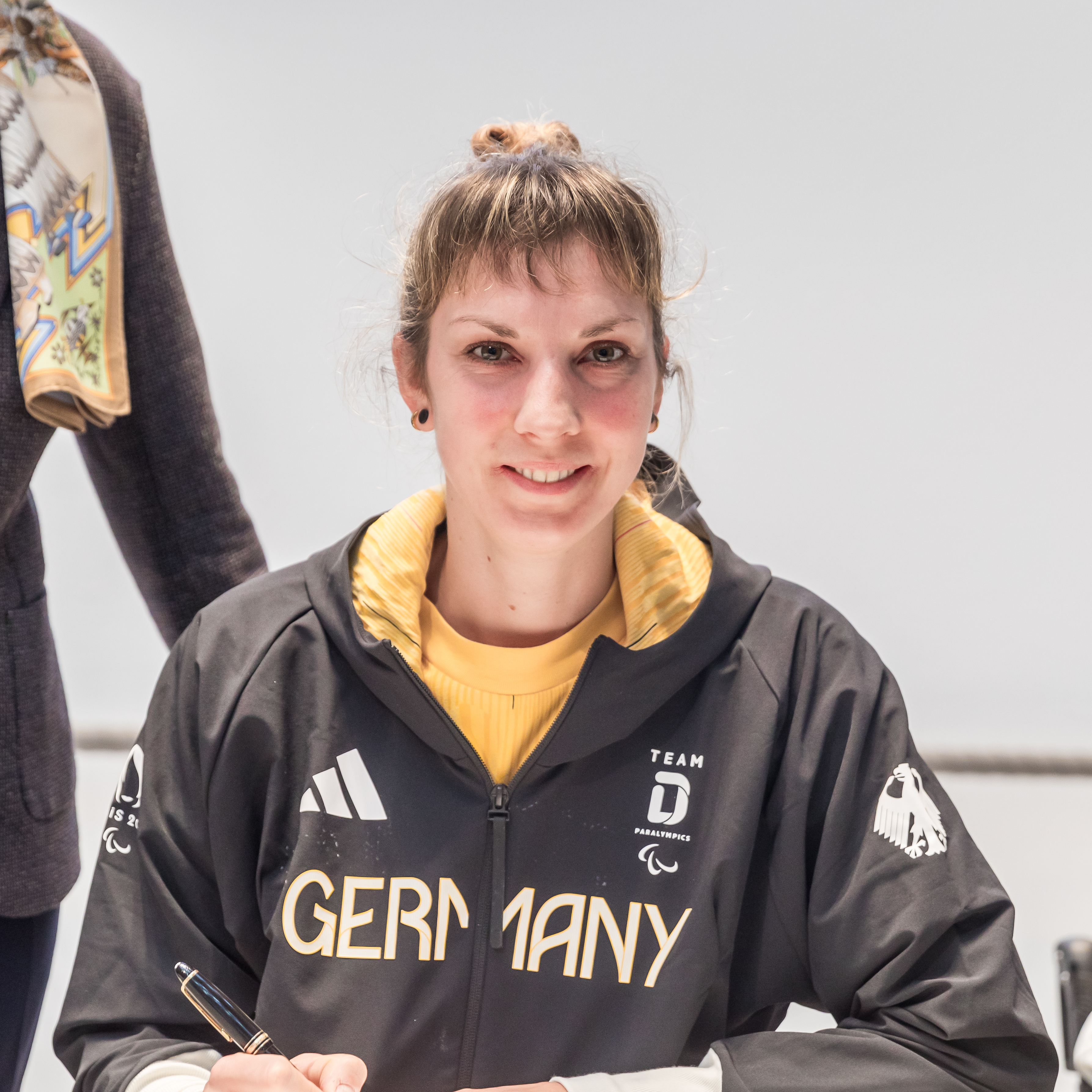
Kathrin Marchand, 2024

Kathrin Marchand (* 15. November 1990 in Köln) ist eine deutsche Ruderin und Ärztin.
Marchand war 2008 mit dem Achter Dritte bei den Junioren-Weltmeisterschaften. 2009 belegte sie mit dem Vierer ohne Steuerfrau den achten Platz bei den U23-Weltmeisterschaften. 2011 siegte der deutsche Vierer mit Clara Karches, Lea-Katlen Kühne, Isabella Reimund und Kathrin Marchand bei den U23-Weltmeisterschaften in Amsterdam. Im Mai 2012 qualifizierte sich Marchand in Luzern mit dem deutschen Frauenachter für die Olympischen Spiele in London und erreichte dort Platz 7.
2013 folgte eine Silbermedaille bei den Europameisterschaften in Sevilla, 2014 gewann sie mit dem Achter die Bronzemedaille bei den Europameisterschaften in Belgrad. Nach dem vierten Platz mit dem Achter bei den Europameisterschaften 2015 gewann Marchand zusammen mit Kerstin Hartmann die Silbermedaille im Zweier ohne Steuerfrau bei den Europameisterschaften 2016 hinter den britischen Olympiasiegerinnen und Weltmeisterinnen Helen Glover und Heather Stanning. Bei den Olympischen Spielen 2016 belegten Hartmann und Marchand den achten Platz. Danach beendete sie vorerst ihre Karriere. Nach einem Schlaganfall nahm Marchand im Jahr 2022 an den Ruder-Europameisterschaften 2022 im Mixed-Vierer mit Steuermann der Klasse PR3 teil und erreichte die Bronzemedaille. In der gleichen Klasse erreichte sie bei den Ruder-Weltmeisterschaften 2022 und bei den Ruder-Europameisterschaften 2023 die Silbermedaille. Bei den Weltmeisterschaften 2023 in Belgrad erkämpfte sie mit dem Vierer die Bronzemedaille. Bei den Paralympics 2024 in Paris erreichte Marchand mit dem deutschen Mixed-Vierer PR3 knapp hinter Frankreich den vierten Platz. 2025 bei den Europameisterschaften in Plowdiw siegte Marchand im Mixed-PR3-Zweier zusammen mit Valentin Luz.
Marchand rudert für den RTHC Bayer Leverkusen. Sie studierte Medizin an der Ruhr-Universität Bochum und arbeitete bis 2021 im St.-Hildegardis-Krankenhaus in Köln-Lindenthal als Ärztin. Im Mai 2022 konnte sie ihren Beruf wieder aufnehmen und arbeitet seitdem in der Orthoparc Klinik in Köln-Junkersdorf.